# Jochen Brauer
Joachim „Jochen“ Brauer (* 25. Januar 1929 in Görlitz; † 2. Oktober 2018 in Mannheim) war ein deutscher Jazz- und Unterhaltungsmusiker (Alt-, Tenor- und Baritonsaxophon, Flöte, Klarinette, Akkordeon), Arrangeur und Bandleader.

## Leben und Wirken
Brauer wurde von 1943 bis 1948 an den Musikschulen in Braunschweig und Halle (Saale) in Komposition, Klarinette und Cello ausgebildet. Mit eigener Band spielte er bis Ende der 1940er Jahre regelmäßig Jazz-Matinees in Görlitz. Er war dann Mitglied der Melodia-Rhythmiker beim Sender Halle und des Tanzorchesters von Kurt Henkels beim Sender Leipzig, bevor er nach Westdeutschland übersiedelte. 
Im Jahr 1954 gründete er eine Jazz-Combo; auf dem Deutschen Jazzfestival 1956 trat er mit seiner New Jazz Group auf und konnte anschließend erste Cool-Jazz-Aufnahmen für Brunswick einspielen. Aufgrund der schlechten ökonomischen Situation für Jazzmusiker in Deutschland wendete er sich trotz der Erfolge in der Jazzszene verstärkt der Unterhaltungsmusik zu. 1958 ermöglichte Willy Berking eine erste Rundfunkproduktion seines Quartetts. Im nächsten Jahr wurde er für die musikalische Untermalung der Fernseh-Quizsendung Der große Wurf von Hans-Joachim Kulenkampff engagiert. Seit 1961 wurde die Band auch zu Einsätzen in deutschen und österreichischen Spielfilmen engagiert, so in den Filmen Ramona (1961), Schlagerparade 1961 (1961) und Sing, aber spiel nicht mit mir (1963). Andere Fernsehsendungen wie Showbusiness, Show Hin-Show Her und vor allem Dalli Dalli und Die Montagsmaler folgten, in denen Brauer regelmäßig mit seinem Sextett auftrat. Daneben war er an zahlreichen Schlagerproduktionen beteiligt und spielte 1977 Dieter Reiths Musik des Durbridge-Fernsehfilms Die Kette ein. 1978 nahm er mit seinem Sextett am deutschen Vorentscheid zum Grand Prix Eurovision de la Chanson (heute Eurovision Song Contest) teil und belegte mit dem Lied Lieder, die aus dem Radio klingen den 11. Platz von 15 für das Finale eingereichten Beiträgen. 1980 begleitete er mit seinem Sextett Joy Fleming bei deren Tournee durch die DDR.
In den 1990er-Jahren konzentrierte der in Mannheim lebende Brauer sich wieder auf die Jazzmusik. Er nahm mit dem Hammondorgel-Trio The Organizers ein von der Kritik lobend erwähntes Album auf. Zuletzt trat er mit dem Swing-Quartett The Big Easy oder der RhineStream JazzBand auf, mit letzterer 2012 auch in der Bühnenproduktion Salto Postmortale nach Werken von Peter Wilhelm.
Brauer veröffentlichte 15 Alben und etwa 70 Singles. Er spielte mit Chet Baker und Gerry Mulligan ebenso wie mit Kenny Rogers, Tony Christie, Harald Juhnke, Peter Alexander, Katja Ebstein und Udo Jürgens.

## Diskographische Hinweise
- Jochen Brauer Great Music, Great Memories (1957–1965, Bear Family)
- Jochen Brauer and the Organizers Easy & Greasy (1998, Merkton)